# Dalibor Štys
Dalibor Štys (* 1. září 1962 Praha) je český vědec v oboru biochemie, vysokoškolský pedagog a politik. Od července 2013 do ledna 2014 byl ministrem školství, mládeže a tělovýchovy ve vládě Jiřího Rusnoka.

## Život
Po maturitě na chemické průmyslovce vystudoval fyzikální chemii na Přírodovědecké fakultě Univerzity Karlovy v Praze (promoval v roce 1987). Na téže univerzitě získal o několik měsíců později v roce 1987 doktorát z přírodních věd (titul RNDr.). V letech 1988 až 1992 působil jako odborný asistent na Ústavu organické chemie a biochemie Akademie věd v Praze, kde v roce 1995 získal titul kandidáta věd.
Od roku 1992 do roku 1995 zároveň pracoval na univerzitě v Lundu ve Švédsku, nejprve jako stipendista a poté jako výzkumný inženýr. Po návratu se výrazně zasloužil o vznik Ústavu fyzikální biologie Jihočeské univerzity v Nových Hradech, pro který získal podporu z fondů Evropské unie. Ředitelem tohoto pracoviště byl v letech 2002 až 2011. Po ukončení činnosti Ústavu fyzikální biologie se část zaměstnanců ústavu včlenila do pracovišť Přírodovědecké fakulty a část zaměstnanců včetně laboratoře prof. Štyse se seskupila do nového celku Školy komplexních systémů, která se stala součástí Fakulty rybářství a ochrany vod. Po přičlenění jeho laboratoře k Fakultě rybářství a ochrany vod Jihočeské univerzity působil krátce také jako tamní proděkan pro rozvoj.
V roce 2006 se habilitoval v oboru přírodovědné inženýrství na Technické univerzitě v Liberci. V roce 2012 jej pak navrhla Vědecká rada Českého vysokého učení technického v Praze jmenovat profesorem v oboru aplikované fyziky, což také téhož roku tehdejší prezident Václav Klaus učinil.
Působí jako vedoucí Laboratoře aplikované systémové biologie na Fakultě rybářství a ochrany vod Jihočeské univerzity a od listopadu 2012 působil také jako ředitel Odboru výzkumu a vývoje na Ministerstvu školství, mládeže a tělovýchovy ČR.
Jeho vědecká práce je zaměřena především na biochemii a fyziologii fotosyntézy (neboli na termodynamické děje v živých systémech). Publikoval rovněž několik článků týkajících se podpory a financování výzkumu. Přínos jeho odborného působení je však částí vědecké veřejnosti hodnocen skepticky.
Dalibor Štys je rozvedený a má tři syny.

## Politické působení
1. července 2013 přijal od designovaného premiéra Jiřího Rusnoka nabídku stát se ministrem školství v jeho vládě. Prezident Miloš Zeman jej do funkce jmenoval 10. července 2013.
Od roku 2025 je odborným mluvčím strany Svobodní pro oblast školství.